# Шуранкуль (присілок)
Шуранкуль (рос. Шуранкуль) — присілок у Красноармійському районі Челябінської області Російської Федерації.
Входить до складу муніципального утворення Русько-Теченське сільське поселення. Населення становить 73 особи (2010).

## Історія
Від 13 січня 1941 року належить до Красноармійського району Челябінської області.
Згідно із законом від 9 липня 2004 року органом місцевого самоврядування є Русько-Теченське сільське поселення.

## Населення
| 2002 | 2010 |
| ---- | ---- |
| 76   | ↘73  |